# PSR J0537-6910
PSR J0537-6910 — пульсар в созвездии Золотой Рыбы. Его возраст составляет 4000 лет (не считая времени прохождения света до Земли). Он расположен на расстоянии около 170 000 световых лет от Земли и находится в Большом Магеллановом Облаке. Его один оборот вокруг своей оси занимает 16 миллисекунд.
Астроном Джон Миддледич и его команда в LANL стали первыми, кто предсказал звездные землетрясения и наблюдал дрейф магнитного полюса на пульсаре; используя этот пульсар с данными наблюдений от Rossi X-ray Timing Explorer.